# David Grossman
David Grossman, född 25 januari 1954 i Jerusalem, är en israelisk författare. 
Grossman studerade filosofi och drama vid Hebreiska universitetet i Jerusalem. Han arbetade som korrespondent för Kol Israel. Han var en av programledarna i Cat in a Sack, ett barnprogram som sändes från 1970 till 1984. Tillsammans med Dani Eldar, var han värd för radioprogrammet, Stutz.
Grossman debuterade 1982 med barnboken Du krav (på engelska: Duel). Boken har översatts till över tio språk, bland annat engelska, tyska, ryska, spanska, italienska och danska.
Hans 20-årige son Uri dödades augusti 2006 av en missil under en militäroperation i södra Libanon.